# Montes Jinggang
Los Montes Jinggang (en chino simplificado, 井冈山; pinyin, Jǐnggāngshān; literalmente, ‘Montañas de los pozos en la cima’) son una sierra perteneciente a la Cordillera Luoxiao (en chino simplificado, 井冈山罗霄山脉; pinyin, Luóxiāo Shānmài), que sirve como frontera natural entre las provincias de Jiangxi y Hunan, y cubren una superficie de unos 670km², con una altitud media de 381,5 metros sobre el nivel del mar. Su punto más elevado se encuentra a unos 2120 metros de altura.
Por toda la ladera del macizo, se pueden encontrar plantados grandes bosques espesos de árboles. En las cimas del sistema montañoso, no vive apenas gente y la mayoría de la población se encuentra al pie de las montañas. La principal aglomeración de personas la encontramos en Ciping (en chino simplificado, 瓷瓶; pinyin, Cípíng; literalmente, ‘Botella de porcelana’), la cual está rodeada de otros 5 pueblos: Dajing, Xiaojing, Zhongjing, Xiajing y Shangjing, siendo este último el más grande y del cual estas montañas toman su nombre.

## Historia
Los Montes Jinggang fueron el lugar de nacimiento del Ejército Popular de Liberación y la cuna de la revolución china. Después de que el Kuomintang (KMT) se pusiera en contra del Partido Comunista durante la Matanza de Shanghái de 1927, los comunistas se volvieron clandestinos y se refugiaron en el campo. Tras el Alzamiento de la Cosecha de Otoño en Changshá, Mao Zedong condujo a sus mil hombres restantes a los Montes Jinggang.
Mao reorganizó sus fuerzas en la ciudad de Sanwan, consolidando todos sus esfuerzos en un solo régimen, formando la Primera Armada Revolucionaria de obreros y paisanos. Mao hizo una alianza con los jefes de la zona, Wang Zuo y Yuan Wencai, los cuales no habían tenido asociación previa con los comunistas. Durante el primer año, Mao estableció sus cuarteles generales en la ciudad de Maoping, un pequeño pueblo-mercado rodeado de colinas bajas vigilando la ruta principal entre los Montes Jinggang.
Cuando la presión de las tropas del KMT se volvieron más fuertes, Mao abandonó Maoping y se retiró a la base de Wang Zuo, en Dajing, desde donde tenía visión de los diferentes puertos de montaña de los Montes Jinggang. Ese mismo invierno, los comunistas consiguieron incorporar a su tropa a bandidos locales, y el año siguiente entraron en su armada regular. En febrero del año siguiente, una tropa de la armada de la provincia de Jiangxi mandada por el KMT ocupó Xincheng, un pequeño pueblo al norte de Maoping. Durante la noche del 17 de febrero, Mao los acorraló con tres tropas de militares y les hizo irse el día siguiente.
Zhu De y sus mil hombres, los cuales habían participado en la fallida Revuelta de Nanchang, se reunieron con Mao Zedong hasta finales de abril de 1928, y juntos proclamaron la formación de la Cuarta Armada. La cooperación entre Mao Zedong y Zhu De es el punto fuerte de la era de la base de los Montes Jinggang, base que se extendió rápidamente, llegando en verano de 1928 a su máximo apogeo con una población de 500 000 habitantes. Tanto Mao como Zhu fusionaron sus tropas para formar la Cuarta Armada Roja. Juntos, con las tropa de Wencai y de Wang Zuo, contaban con más de 8 mil hombres.
En julio de 1928, los regímenes 28 y 29 de Zhu De invadieron la provincia de Hunan teniendo como objetivo ser el centro de atención de Hengyang. Los regímenes 31 y 32 de Mao tendrían que haber protegido las ciudades de Maoping y Ninggang hasta que regresara Zhu, pero fueron incapaces de resistir el avance de las unidades del Kuomintang de Jiangxi y perdieron Ninggang y otros 2 distritos vecinos. El 30 de agosto, el joven oficial He Tingying tuvo que arreglárselas para defender el puerto de montaña de Huangyangjie con un solo cuerpo de hombres poco equipado contra tres regímenes de la Octava armada del Hunan y uno de las tropas de Jiangxi.
Conforme las fuerzas comunistas progresaban y la presión del Kuomintang crecían, la Cuarta Armada fue forzada a irse. El 14 de junio de 1929 la organización se instaló en Ruijin, al sur de  la provincia de Jiangxi, donde la República Soviética de Jiangxi había sido creada. Al mismo tiempo, el Kuomindang tenía en marcha un campo de concentración con 25 000 hombres de 14 regímenes diferentes. Peng Dehuai tenía a cargo unos 800 hombres, que constituían anteriormente la Quinta Armada. En febrero, sus tropas se dispersaron frente al ataque de las tropas de Hunan de Wu Shang.
Después de establecerse la República Soviética de Jiangxi al sur de la provincia homónima, los Montes Jinggang se convirtieron en la frontera norte de las operaciones comunistas. Peng Dehuai volvió con una Quinta Armada mucho más fuerte a principios de 1930 y se instaló al norte de los Montes Jinggang. A finales de ftebrero de 1930, Yuan Wencai y Wang Zuo fueron asesinados en la guerrilla comunista, probablemente bajo las órdenes del Sóviet de Jiangxi. Sus hombres escogieron a Wang Yunlong, el hermano pequeño de Wang Zuo, como nuevo jefe. La mayor parte de las fuerzas comunistas abandonaron la región en 1934, comenzando la Larga Marcha. Cuando volvieron en 1949, Wang Yunlong ya había sido remplazado por su hijo. Fue detenido, acusado de vandalismo y ejecutado.

## Turismo

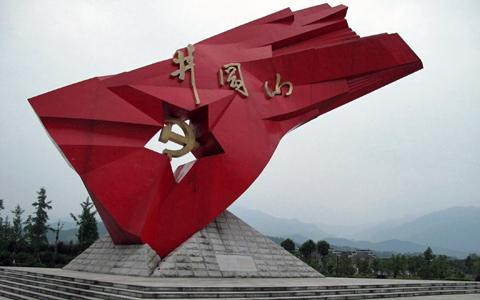
Monumento conmemorativo de la Armada Roja China en una de las cimas de los Montes Jinggang.

Igual que la ciudad natal de Mao Zedong (Shaoshan), los Montes Jinggang se convirtieron en uno de los lugares más importantes de la revolución comunista. Aparecieron representadas en carteles, en la letra de algunas canciones y hasta en óperas. Durante la Revolución cultural, los Montes Jinggang se volvieron un lugar de peregrinaje para los jóvenes guardias rojos, los cuales hacían a menudo todo el viaje a pie para revivir la experiencia de sus predecesores revolucionarios. En su apogeo, hasta 30 000 guardias rojos podían llegar en un solo día, generando auténticos problemas de abastecimiento y alojamiento.
En los últimos años, los Montes Jinggang han pasado a ser una atracción para los turistas chinos interesados en la historia revolucionaria, con lugares para visitar como el Museo de la Revolución y el Cementerio de los Mártires. En 1981, un área de unos 16,6km² fue promovida como parque nacional.  El año siguiente, los Montes Jinggang se listaron como zona turística nacional prioritaria. En mayo de 2004, se construyó un aeropuerto aeródromo para atraer y así poder recibir a más turistas.